# باتريك بوغر
باتريك بوغر (بالألمانية: Patrik Borger)‏ (19 يناير 1979 بكيل في ألمانيا - ) هو لاعب كرة قدم ألماني في مركز حراسة المرمى. لعب مع نادي سانت باولي وTSV Schilksee ‏ وTSV Altenholz ‏ وVfR Neumünster ‏.

## وصلات خارجية
- باتريك بوغر على موقع قاعدة بيانات كرة القدم.إي يو (الإنجليزية)
- باتريك بوغر على موقع بيانات كرة القدم. دي إي (الألمانية)
- باتريك بوغر على موقع عالم كرة القدم.نت (الإنجليزية)